# Lotus 62

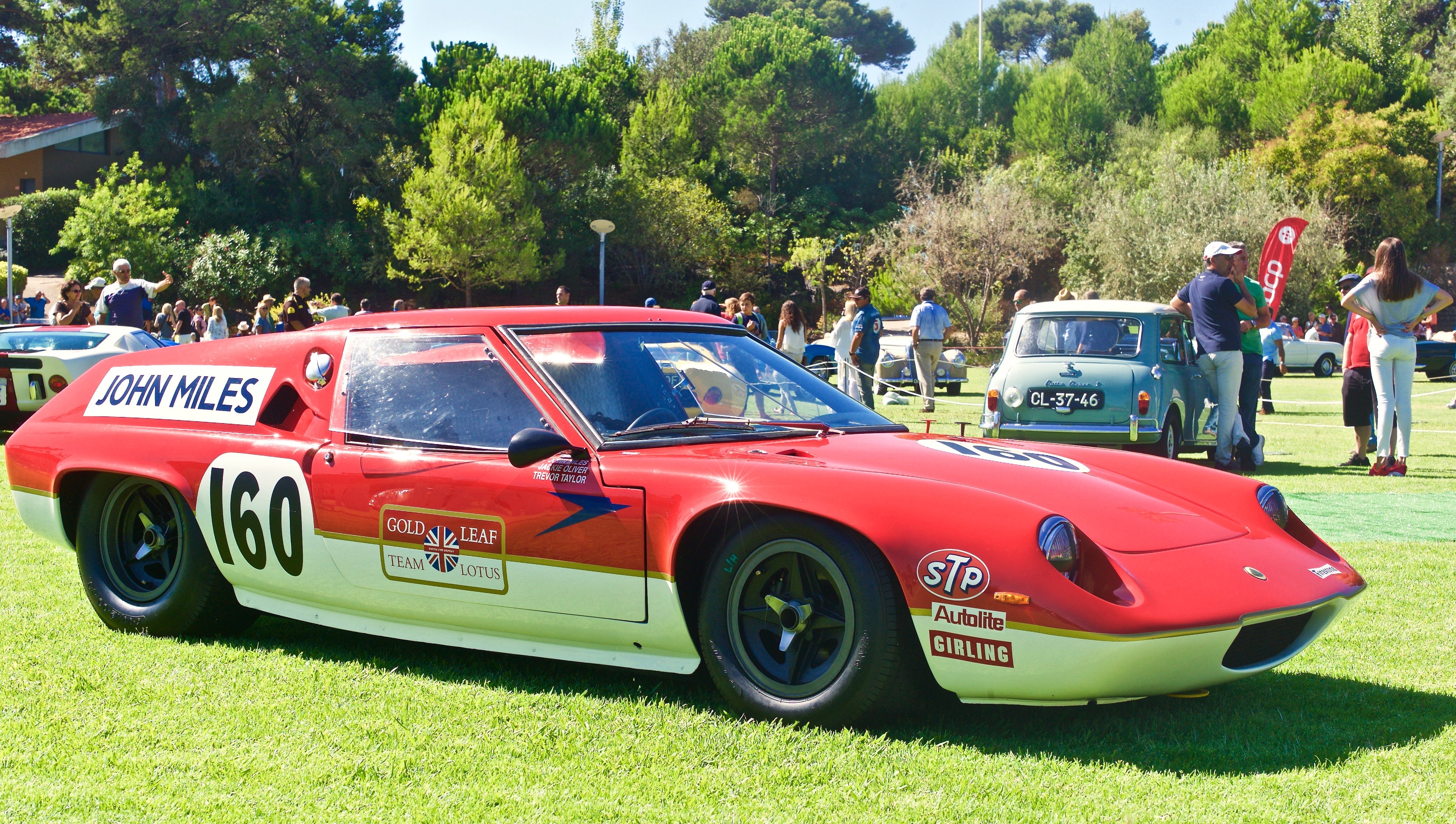
Der von John Miles gefahrene Lotus 62

Der Lotus 62 war ein Gruppe-6-Prototyp, der 1969 bei Lotus entwickelt und vom Team Lotus bei Sportwagenrennen eingesetzt wurde.

## Entwicklungsgeschichte und Technik
Der Lotus 62 basierte auf dem Typ 47, der als Lotus Europa vertrieben wurde. Als Motor kam ein auf dem Vauxhall Victor 2l-Block basierender, von Lotus weiterentwickelter Motor mit der Bezeichnung LV/220 [Lotus Vauxhall, 220 bhp minimum] zum Einsatz der ab 1970 auch als LV/240 bezeichnet wurde. Lotus überarbeitete einen 4-Zylinder-Vauxhall-Motor und stattete ihn mit einem neuen Zylinderkopf mit 16 Ventilen und einer Einspritzanlage aus. Statt eines Hewland-FT200 Fünfganggetriebes wie im Lotus 47 kam ein ZF-5 DS Getriebe zum Einsatz. Der 62 hatte vorne 12-Zoll- und hinten 15-Zoll-Aluminium-Räder. Das Leergewicht sank von 1342 auf 1250 lbs (568 kg). Zwei Exemplare wurden gebaut, die Kunststoffkarosserien erhielten.

## Renngeschichte
Der erste der beiden Prototypen gab 1969 sein Debüt beim 6-Stunden-Rennen von Brands Hatch 1969 mit John Miles und Brian Muir am Steuer. Trotz einiger Kinderkrankheiten erreichte das Duo am Ende des Rennens den 13. Gesamtrang und gewann die Klasse der Prototypen bis 2 Liter. Nach dem Rennen erklärte John Miles in einem Interview, dass der Wagen keine weitere Runde mehr durchgehalten hätte. Den ersten Gesamtsieg errang der Lotus 62 am 13. Juli 1969 beim Special GT-Lauf auf dem Ingliston Circuit.
Das zweite Exemplar wurde nur bei britischen Sportwagenrennen eingesetzt, wo der 62 fast immer seine Klasse gewann. Bis 1974 sind weitere Einsätze der Chassis belegt. Bei insgesamt 24 Renneinsätzen zwischen 1969 und 1974 verbuchte die Konstruktion 8 Gesamtsiege.

## Replika
Das britische Unternehmen Radford, ein Karosseriebauer für Busse und Spezialfahrzeuge, stellte 2021 eine auf dem Lotus Evora basierende Neuauflage des Lotus 62 namens 62-2 vor.